# مكتوب (فلم 1997)
مكتوب هو فيلم دراما تم إنتاجه في فرنسا والمغرب وصدر في سنة 1997. الفيلم من كتابة وإخراج نبيل عيوش. من بطولة رشيد الوالي، أمال الشابلي، فوزي بنسعيدي، محمد مفتاح، مليكة أوفقير، وغيرهم. اختير الفيلم لتمثيل المغرب في جائزة الأوسكار لأفضل فيلم بلغة أجنبية بالنسخة 71 من الحفل.

## القصة
بعد عشر سنوات من الدراسة في الولايات المتحدة، يعود توفيق وهو طبيب شاب من الدار البيضاء لامع وخالي من الهموم ليستقر في المغرب حيث كان سيفتح عيادته، أثناء عشاء تم تخدير توفيق من طرف أفراد غامضون كما اختطفوا زوجته صوفيا واغتصبوها أمام عدسة الكاميرا، فيخوض صراعا قويا لينتقم لشرف زوجته ويقع في العديد من التحديات والصعاب في طريق الهروب من هذا الانتقام.

## طاقم التمثيل
رشيد الوالي 
 أمال الشابلي 
 فوزي بنسعيدي 
 محمد مفتاح 
 مليكة أوفقير 
 عبد القادر لطفي 
 عبد اللطيف هلال 
 محمد التسولي 
 زكرياء عاطفي

## روابط خارجية
مقالات تستعمل روابط فنية بلا صلة مع ويكي بيانات

- مكتوب على كاروهات